# Léonidas Bélanger
 (janvier 2018).
Si vous disposez d'ouvrages ou d'articles de référence ou si vous connaissez des sites web de qualité traitant du thème abordé ici, merci de compléter l'article en donnant les références utiles à sa vérifiabilité et en les liant à la section « Notes et références ».
Léonidas Bélanger (Chicoutimi, 1913 - 1986) est un généalogiste québécois.

## Biographie
Il a fait ses études au Séminaire de Chicoutimi puis à la Trappe de Mistassini.
Il fut membre de l'ordre de Jacques-Cartier (matricule 13059, commanderie de Chicoutimi)
Il devient sergent quartier-maître au sein des Forces armées canadiennes de 1941 à 1946. Il travaille ensuite au ministère des Postes de 1946 à 1974.
Il s'est beaucoup impliqué dans les affaires sociales de sa région, en particulier au Carnaval-Souvenir de Chicoutimi et à la Société historique du Saguenay dont il sera le président de 1967 à 1974.
Il s'est aussi impliqué à différents niveaux au Musée du Saguenay ainsi qu'au Musée amérindien et inuit de Godbout.
Le Prix Léonidas-Bélanger est remis annuellement en son honneur par la Fédération Histoire Québec.

## Honneurs
- 1978 :  Membre de l'Ordre du Canada[2]
- 1980 : Prix du Loisir scientifique